# Yang Zhaohui
Yang Zhaohui (en chino, 杨朝晖; Pekín, China; 14 de septiembre de 1962) es un exfutbolista de China que jugaba en la posición de centrocampista.

## Carrera

### Club
| Periodo   | Club          |
| --------- | ------------- |
| 1985-1993 | Beijing FC    |
| 1993-1995 | Fujitsu SC    |
| 2000      | Beijing Bodao |

### Selección nacional
Jugó para China de 1984 a 1985 con la que anotó cinco goles en 11 partidos y logró el subcampeonato de la Copa Asiática 1984.